# 約翰·富蘭克林-亞當斯
約翰·富蘭克林-亞當斯（英語：John Franklin-Adams，約1843年—1912年）是一名英國天文學家和恆星製圖師。小行星982和小行星1925以他的名字命名。